# Microrregión de Livramento do Brumado
La microrregión de Livramento do Brumado es una de las  microrregiones del estado brasileño de la Bahia perteneciente a la Mesorregión del Centro-sur Baiano. Su población fue estimada en 2005 por el IBGE en 94.796 habitantes y está dividida en cinco municipios. Posee un área total de 5.626,504 km².

## Municipios
- Dom Basílio
- Érico Cardoso
- Livramento de Nossa Senhora
- Paramirim
- Rio do Pires

- Datos: Q2213970